# Gora Mushketova
Gora Mushketova (englische Transkription von russisch Гора Мушкетова Gora Muschketowa, deutsch ‚Muschketowberg‘) ist ein Nunatak im ostantarktischen Mac-Robertson-Land. Er ragt nordöstlich des Lines Ridge am nördlichen Ende des Mawson Escarpment auf.
Russische Wissenschaftler benannten ihn. Namensgeber ist der russische Geologe und Geograph Iwan Muschketow (1850–1902).